# Daniel Castellani
Daniel Jorge Castellani (Buenos Aires, 21 marzo 1961) è un allenatore di pallavolo ed ex pallavolista argentino nel ruolo schiacciatore, tecnico della nazionale argentina femminile e dell'Olympiakos.

## Carriera

### Giocatore
La carriera di Daniel Castellani inizia in Argentina, nel Boca Juniors e nel GEBA; i primi contatti con la pallavolo ad alto livello avvengono nel 1976 con il passaggio all'Obras Sanitarias, dove rimane per sei anni, entrando a far parte stabilmente della nazionale argentina: in questo periodo conquista il terzo posto al campionato mondiale 1982 e diversi piazzamenti nel campionato sudamericano.
Chiusa l'esperienza con il suo primo club professionistico si trasferisce in Brasile, dove disputa il campionato 1983 nel Minas; nella stagione 1983-84 si trasferisce nella Serie A1 italiana, dove veste la maglia del Chieti. Al termine del torneo torna a giocare nel massimo campionato carioca con il Bradesco Atlântica, mentre per l'annata 1985-86 viene ingaggiato dal Falconara, ancora nel primo livello del campionato italiano.
Dopo un breve ritorno nel suo paese natale si trasferisce definitivamente nel massimo campionato italiano, passando nella stagione 1987-88 alla Zinella Bologna e poi in quella successiva alla Petrarca, dove rimane per tre annate; con la nazionale ottiene la medaglia di bronzo ai Giochi Olimpici di Seoul 1988. Nel torneo 1991-92 gioca nella seconda serie italiana con il Prato, ottenendo la promozione e chiudendo la sua carriera l'anno successivo Nel 2001, nella stagione in cui ha allenato la Capurso Gioia, torna a giocare vestendo i colori dell’Atletico Van Luzz, seconda squadra di Gioia del Colle militante nel campionato di serie D, centrando la promozione in serie C.

### Allenatore
Nel 1993 diventa commissario tecnico della nazionale maschile dell'Argentina: nei sei anni alla guida dell'Albiceleste sale diverse volte sul podio del campionato sudamericano, qualificandosi inoltre per i Giochi Olimpici di Atlanta 1996. Dopo un'annata da secondo in Serie A2 con la Capurso Gioia diventa primo allenatore del Bolívar, club argentino che guida alla conquista di due titoli nazionali.
Al termine di questa esperienza si trasferisce nella Polska Liga Siatkówki, dove dal campionato 2006-07 siede per tre stagioni sulla panchina del Skra Bełchatów: qui vince tre scudetti e due Coppe di Polonia; assume successivamente la guida della rappresentativa polacca, conducendola alla vittoria del campionato europeo 2009.
Nella stagione 2010-11 va ad allenare il Fenerbahçe in Turchia, ottenendo subito lo scudetto, la Coppa di Turchia e la Supercoppa; contemporaneamente assume l'incarico di selezionatore della Finlandia. Terminati entrambi i rapporti viene ingaggiato per la stagione 2012-13 dallo ZAKSA, dove vince la sua terza Coppa di Polonia.
Dalla stagione 2013-14 guida per due annate il Fenerbahçe, che sotto la guida di Castellani ottiene il suo primo successo in ambito europeo, la Challenge Cup 2013-14; dal campionato 2015-16 viene scelto per la panchina della Sir Safety Perugia nel massimo campionato italiano, che tuttavia guida solo fino all'inizio di dicembre 2015 prima di essere esonerato. A fine dicembre 2015 viene ingaggiato dalla formazione belga del Maaseik in Liga A, con il quale in un biennio conquista la Supercoppa belga 2016.
Approda quindi per due annate in Brasile, dove allena la Funvic e si aggiudica lo scudetto 2018-19, la Coppa del Brasile 2017 e due edizioni del Campionato Paulista. Rientra nel biennio successivo in Europa, diventando il tecnico dell'AZS Olsztyn, nella Polska Liga Siatkówki, prima di fare ritorno in Efeler Ligi col Fenerbahçe per l'annata 2021-22, dove resta in carica per un biennio. 
Nel dicembre 2022 riceve l'incarico di tecnico della nazionale argentina femminile a partire dalla seguente estate, nella quale vince la medaglia d'oro alla Coppa panamericana. A livello di club, nel campionato 2023-24 viene ingaggiato dall'Olympiakos, nella Volley League greca, con cui vince la coppa nazionale e lo scudetto, insignito anche del premio come miglior allenatore.

## Palmarès
- Campionato argentino: 2

2002-03, 2003-04
- Campionato polacco: 3

2006-07, 2007-08, 2008-09
- Campionato turco: 1

2010-11
- Campionato brasiliano: 1

2018-19
- Campionato greco: 1

2023-24
- Coppa di Turchia: 1

2011-12
- Coppa di Polonia: 3

2007-08, 2008-09, 2012-13
- Coppa del Brasile: 1

2017
- Coppa di Grecia: 1

2023-24
- Supercoppa turca: 1

2011
- Supercoppa belga: 1

2016
- Campionato Paulista: 2

2017, 2018
- Challenge Cup: 1

2013-14

### Nazionale (competizioni minori)
- Giochi panamericani 1995
- Coppa panamericana 2023

### Premi individuali
- 1990 - Fundacion Konex: Premios Konex de Platino Miglior pallavolista argentino della decada 1980-1989
- 2024 - Volley League: Miglior allenatore